# Planken
Planken est une commune du Liechtenstein. En 2020, la population s'élève à 479 habitants, ce qui fait de la commune la moins peuplée du pays.

## Géographie
Située dans le nord du pays, la commune s'étend sur 5,3 km2, la moins vaste de la principauté, et est divisée en cinq parties. À l'intérieur du territoire principal, se trouvent deux enclaves dont l'une, Brunnenegg, fait partie de Schaan et l'autre, Rüttistein, appartient à Vaduz. Planken possède quant à elle trois exclaves, Plankner Neugrütt au nord, Riet et Wes à l'ouest, au milieu du territoire de Schaan, et une dernière, Plankner Garselli, au sud-est, dont elle est séparée par le territoire autrichien.
Les communes limitrophes sont Balzers, Triesenberg, Schaan, Gamprin, Vaduz et Eschen.

## Politique et administration
La commune est administrée par un conseil municipal de sept membres, dont le maire, élus pour quatre ans par les citoyens.
| Période                                  | Période  | Identité     | Étiquette | Qualité |
| ---------------------------------------- | -------- | ------------ | --------- | ------- |
| 2003                                     | 2007     | Gaston Jehle | FBP       |         |
| 2007                                     | En cours | Rainer Beck  | VU        |         |
| Les données manquantes sont à compléter. |          |              |           |         |

## Culture et patrimoine
La chapelle Saint-Joseph du XVIIIe siècle a été rénovée en 1955 par Felix Schmid de Rapperswil.